# Río Gaidamachka
El río Gaidamachka (en ruso: Гайдама́чка) o balka Gaidomachka (ба́лка Гайдома́чка) es un río del óblast de Rostov, afluente por la izquierda del río Kugo-Yeya, de la cuenca del Yeya.

## Curso
Nace al este de Gaidamachka (la única localidad a su paso) y discurre en sentido noroeste en todo su curso excepto en el inferior en el que vira al nordeste. Desemboca en el Kugo-Yeya a la altura de Oktiábrskoye. El curso del río se encuentra represado.